# Idaea roseofasciata
Idaea roseofasciata är en fjärilsart som beskrevs av Hugo Theodor Christoph 1882. Idaea roseofasciata ingår i släktet Idaea och familjen mätare. Inga underarter finns listade i Catalogue of Life.